# Riccardo Paletti
Riccardo Paletti (Milão, 15 de junho de 1958 – Montreal, 13 de junho de 1982) foi um automobilista italiano. Sua carreira na Fórmula 1 encontra-se entre as mais curtas da história, pois faleceu na largada da sua segunda corrida de Fórmula 1. Era a sua primeira corrida com o grid completo.

## Carreira
Após 3 temporadas na Fórmula 2, Paletti, apoiado por seu pai, pagou para conseguir uma vaga na equipe Osella em 1982, trazendo o patrocínio da Pioneer, assumindo o carro #31. A sua primeira tentativa aconteceu durante o Grande Prémio de Kyalami (África do Sul) em janeiro de 1982, não conseguindo qualificar-se para os três primeiros grandes prêmios.
No quarto GP de sua carreira, em Ímola, em 25 de abril, no meio de uma guerra entre a FISA e a FOCA, apenas 14 carros leais à FISA arrancaram para a corrida, e entre os quais estava Paletti. O italiano abandonou a corrida quando se encontrava na 13ª posição devido a danos na suspensão. Nas duas corridas seguintes, com o grid completo, voltou a não se qualificar.
Em Detroit, conseguiu pela primeira vez qualificar-se para uma corrida com o grid completo, mas, devido a um acidente na volta de aquecimento, não chegou a começar a corrida.

## Falecimento
Quando se classificou para o Grande Prêmio do Canadá, em 13 de junho de 1982, era a primeira vez que Paletti iria começar uma corrida com o grid completo. Na partida, os semáforos demoraram mais tempo do que o habitual. Durante esta espera, Didier Pironi, que largava na pole position, deixou o motor de sua Ferrari morrer. Quando as luzes mudaram para verde, os outros pilotos, apercebendo-se do obstáculo desviaram-se, tentando evitar bater em Pironi. Raul Boesel tocou de raspão na roda traseira esquerda do Ferrari, levando seu March a ficar no caminho de Eliseo Salazar e Jochen Mass. Salazar, Boesel e Mass sofreram impactos menores e parecia que todos tinham passado pelo Ferrari sem problemas. Contudo, Paletti não conseguiu reagir a tempo e bateu na traseira da Ferrari a 180 km/h, atirando-o contra o carro de Geoff Lees.
Devido à força do forte impacto, Paletti sofreu graves ferimentos no tórax e encontrava-se inconsciente no seu carro, preso contra o volante. Didier Pironi e o Dr. Sid Watkins, o médico da FIA, chegaram ao carro acidentado em uma questão de segundos para socorrer o italiano. Quando Watkins se debruçou sobre os destroços do Osella, a gasolina que tinha vazado do tanque de combustível completamente cheio pegou fogo, envolvendo o carro em um autêntico mar de chamas. O fogo intenso foi extinto, mas Paletti já se encontrava sem pulsação. Os socorristas levaram 25 minutos para retirá-lo com segurança de seu carro destruído, pois as faíscas causadas pelo equipamento de corte ameaçavam reacender a gasolina na pista. Foi imediatamente levado para o Royal Victoria Hospital, onde morreu pouco depois de dar entrada. É um testemunho à qualidade das equipes médicas e da roupa protetora da Fórmula 1, uma vez que apesar do fogo, Paletti não sofreu queimaduras.
A morte prematura de Riccardo Paletti foi a segunda fatalidade na Fórmula 1 em 1982. Pouco mais de cinco semanas antes, o canadense Gilles Villeneuve havia sofrido um acidente fatal durante a qualificação para o GP da Bélgica em Zolder. Paletti seria o último piloto a morrer em um Grande Prêmio até ao GP de San Marino de 1994, que viu mais duas mortes; a do austríaco Roland Ratzenberger durante o treino classificatório, e a do tricampeão do mundo, o brasileiro Ayrton Senna durante a corrida. Em 1986, o italiano Elio de Angelis foi morto durante os testes no Circuito Paul Ricard, três dias após o GP de Mônaco daquele ano.
Como tributo ao jovem italiano, o circuito em Varano de' Melegari, perto de Parma, tem hoje o seu nome. Seu corpo encontra-se sepultado no Cemitério Maggiore de Milão.

## Histórico de resultados na Formula 1
(Legenda)
| Temporada | Equipa               | Chassis     | Motor       | 1       | 2        | 3       | 4       | 5        | 6        | 7       | 8       | 9   | 10  | 11  | 12  | 13  | 14  | 15  | 16  | Pos | Pts |
| --------- | -------------------- | ----------- | ----------- | ------- | -------- | ------- | ------- | -------- | -------- | ------- | ------- | --- | --- | --- | --- | --- | --- | --- | --- | --- | --- |
| 1982      | Osella Squadra Corse | Osella FA1C | Cosworth V8 | RSA DNQ | BRA DNPQ | USW DNQ | SMR Ret | BEL DNPQ | MON DNPQ | USE DNS | CAN Ret | NED | GBR | FRA | GER | AUT | SUI | ITA | LVS | -   | 0   |